# Amoersteur

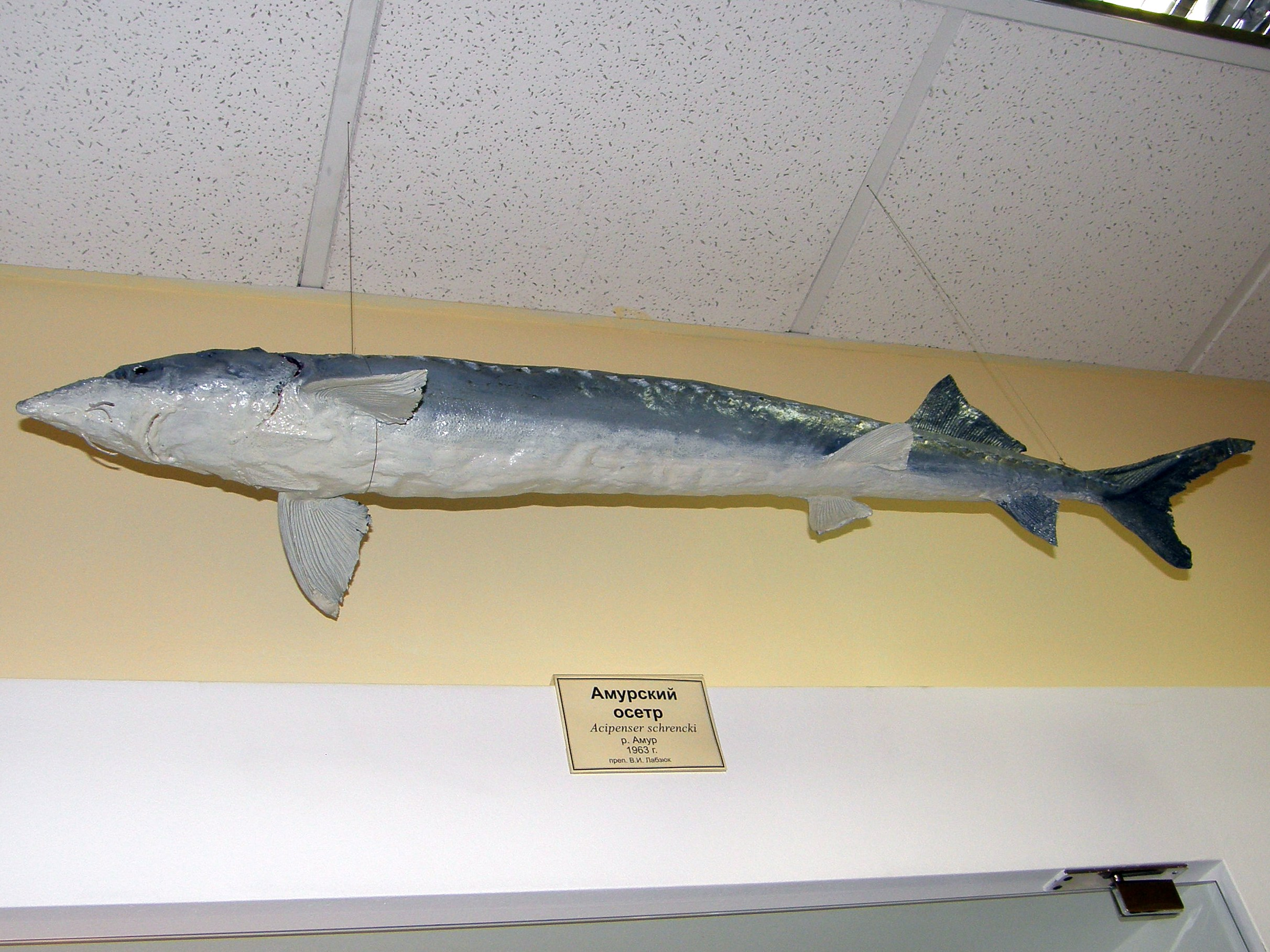

De Amoersteur (Acipenser schrenckii) is een  straalvinnige vissensoort uit de familie der steuren (Acipenseridae). De soort komt endemisch voor in de Japanse zee en het stroomgebied van de rivier de Amoer in China en het Russische Verre Oosten. Hiernaast wordt de soort ook aangetroffen in het Chankameer. Door overbevissing, het afdammen van het leefgebied en stedelijk en industriele ontwikkelingen in het leefgebied wordt de Armoersteur in haar voortbestaan bedreigd. Het is op de Rode Lijst van de IUCN (2022) geclassificeerd als in kritiek gevaar. De populatieomvang laat hierbij een dalende trend zien.

## Beschrijving
De soort kan een maximale lengte bereiken van 300 cm en een maximaal (gepubliceerd) gewicht van 190,0 kg. De oudste gerapporteerde leeftijd is 65 jaar. Op het lichaam bevinden 5 rijen beenplaten: 11 tot 15 aan de rugzijde, 32 tot 47 aan de flanken en 7 tot 10 aan de buikzijde. Volwassen exemplaren komen in die delen van de rivier voor met een zand- of steenachtige bodem. Het voedt zich met in en op de bodem levende organismen. 
De grijs gekleurde vrouwtjes worden volwassen op een leeftijd van 9-10 jaar en de mannen op 7–8 jaar. In het najaar trekken ze de Amoer op om te paaien. De dieren kunnen 65 jaar oud worden.